# Indiile galante
Les Indes galantes (Indiile galante) este o operă a compozitorului francez Jean-Philippe Rameau, după un libret de Louis Fuzelier.
Opera este compusă dintr-un prolog, care începe cu o uvertură în stil francez, și patru acte (entrée).  În fiecare act acțiunea se petrece în alt loc pe pământ (exotic din punctul de vedere al secolului al XVII-lea din Franța) și constă în esență dintr-o poveste de dragoste, care au toate un sfârșit fericit. Denumirea celor patru acte este: Le Turc généreux (Turcul generos), Les Incas du Pérou (Incașii din Peru), Les Fleurs (Florile - din Persia), Les Sauvages (Sălbaticii - indienii din America de Nord). Opera cuprinde numeroase balete și culminează la sfârșit cu un rondo celebru.

## Discografie
Există înregistrări performante ale ariei lui Huascar din actul II Invocation au Soleil ale lui Camille Mauranne (Philips) și Gérard Souzay (DECCA), arie care joacă un rol important în istoria muzicii dramatice franceze.

#### Înregistrări pe CD
- Gerda Hartman, Jennifer Smith (soprane); Louis Devos, John Elwes (tenori); Philippe Huttenlocher (bariton). Interpretat de Ensemble Vocal à Coeur-Joie de Valence și Orchestre Jean-François Paillard, Valence condusă de Jean-François Paillard. Înregistrare din 1974. ERATO 4509-95310-2

- Miriam Ruggeri (soprană), Bernard Delétré (bas), Howard Crook (tenor), Nicolas Rivenq (bariton), Noémi Rime (soprană), Sandrine Piau (soprană), Jean-Paul Fouchécourt (tenor), Jérôme Corréas (bariton), Isabelle Poulenard (soprană), Claron McFadden (soprană). Ansamblul Les Arts Florissants condus de William Christie. Apărută în 12/1992 pe 3CD-uri. Durată 3 ore 13 minute. Harmonia Mundi  901367

#### Înregistrare pe DVD
- Valérie Gabail, Nicolas Cavallier, Patricia Petibon, Paul Agnew, Jaël Azzaretti, Anna Maria Panzarella, Nicolas Rivenq. Ansamblul Les Arts Florissants condus de William Christie, regia de Andrei Șerban, decoruri și costume de Marina Draghici. Apărut 08/2005 pe 2 DVD-uri. BBC/Opus Arte Nr. catalog 923